# ACF Fiorentina 2021-2022 (femminile)
Questa voce raccoglie le informazioni riguardanti la squadra femminile dell'ACF Fiorentina nelle competizioni ufficiali della stagione 2021-2022.

## Stagione
La stagione 2021-2022 della Fiorentina Femminile è partita con un cambio alla guida della squadra. Dopo cinque anni l'allenatore Antonio Cincotta ha lasciato la società viola. Al suo posto è arrivata Patrizia Panico, che proprio con la maglia viola aveva chiuso la sua carriera da calciatrice nel 2016.
La stagione si è sviluppata diversamente da quanto previsto; infatti, la Serie A è partita con tre sconfitte consecutive, seguite da tre vittorie e tre ulteriori sconfitte, portando la squadra al termine del girone di andata nella metà bassa della classifica. A metà del girone di ritorno la Fiorentina è finita anche in piena zona retrocessione, nonostante il pareggio alla tredicesima giornata contro la Juventus avesse interrotto la striscia di 53 vittorie consecutive in Serie A delle Bianconere. Grazie alla vittoria di misura in casa del Pomigliano alla penultima giornata, la Viola ha conquistato la salvezza. Il campionato è stato concluso al settimo posto con 24 punti conquistati, frutto di 7 vittorie, 3 pareggi e 12 sconfitte. Daniela Sabatino ha vinto la classifica delle migliori marcatrici della Serie A con 15 reti realizzate. In Coppa Italia la squadra è arrivata ai quarti di finale. Dopo aver concluso il triangolare 6 dei gironi preliminari in testa davanti a Lazio e Brescia, è stata eliminata ai quarti di finale dall'Empoli grazie alla regola dei gol fuori casa.

## Organigramma societario
Area tecnica
- Allenatore: Patrizia Panico
- Allenatore in seconda: Alfonso Iennaco
- Preparatore dei portieri: Nicola Melani
- Preparatore atletico: Alessandro Buccolini, Giacomo Palchetti
- Collaboratore tecnico: Marco Merola

## Rosa
| N. |                       | Ruolo | Calciatrice          |
| -- | --------------------- | ----- | -------------------- |
| 1  | Italia (bandiera)     | P     | Katja Schroffenegger |
| 2  | Italia (bandiera)     | D     | Maria Paola Mazzoni  |
| 3  | Italia (bandiera)     | D     | Martina Zanoli       |
| 4  | Norvegia (bandiera)   | D     | Malin Skulstad Sunde |
| 5  | Italia (bandiera)     | D     | Alice Tortelli       |
| 6  | Germania (bandiera)   | C     | Stephanie Breitner   |
| 7  | Portogallo (bandiera) | C     | Cláudia Neto         |
| 8  | Svezia (bandiera)     | A     | Karin Lundin         |
| 9  | Italia (bandiera)     | A     | Daniela Sabatino     |
| 10 | Italia (bandiera)     | A     | Michela Catena       |
| 11 | Italia (bandiera)     | D     | Valery Vigilucci     |
| 12 | Italia (bandiera)     | C     | Marta Mascarello     |
| 17 | Italia (bandiera)     | A     | Margherita Monnecchi |
| 18 | Italia (bandiera)     | A     | Martina Piemonte     |
| 19 | Italia (bandiera)     | A     | Valentina Giacinti   |

| N. |                    | Ruolo | Calciatrice        |
| -- | ------------------ | ----- | ------------------ |
| 21 | Italia (bandiera)  | P     | Camilla Forcinella |
| 22 | Italia (bandiera)  | C     | Sara Baldi         |
| 23 | Francia (bandiera) | C     | Sarah Huchet       |
| 24 | Italia (bandiera)  | C     | Danila Zazzera     |
| 26 | Italia (bandiera)  | D     | Isabel Pirriatore  |
| 27 | Ucraina (bandiera) | D     | Dar"ja Kravec'     |
| 28 | Italia (bandiera)  | C     | Serena Ceci        |
| 33 | Italia (bandiera)  | D     | Francesca Vitale   |
| 46 | Italia (bandiera)  | P     | Sabrina Tasselli   |
| 55 | Italia (bandiera)  | P     | Federica Russo     |
| 68 | Svezia (bandiera)  | C     | Ronja Aronsson     |
| 77 | Italia (bandiera)  | D     | Federica Cafferata |
| 83 | Italia (bandiera)  | D     | Giorgia Fortunati  |
| 87 | Spagna (bandiera)  | C     | Verónica Boquete   |
| 93 | Italia (bandiera)  | A     | Melania Martinovic |

## Calciomercato

### Sessione estiva
| Acquisti | Acquisti           | Acquisti       | Acquisti      |
| R.       | Nome               | da             | Modalità      |
| -------- | ------------------ | -------------- | ------------- |
| P        | Noemi Fedele       | Empoli         | fine prestito |
| P        | Sabrina Tasselli   | Napoli         | definitivo    |
| D        | Federica Cafferata | Napoli         | definitivo    |
| D        | Martina Fusini     | Napoli         | fine prestito |
| D        | Dar"ja Kravec'     | Stade Reims    | definitivo    |
| D        | Francesca Vitale   | Milan          | definitivo    |
| C        | Serena Ceci        | Florentia S.G. | svincolata    |
| C        | Sarah Huchet       | Napoli         | definitivo    |
| A        | Karin Lundin       | KIF Örebro     | definitivo    |
| A        | Melania Martinovic | Florentia S.G. | svincolata    |
| A        | Isotta Nocchi      | Napoli         | fine prestito |

| Cessioni | Cessioni             | Cessioni         | Cessioni    |
| R.       | Nome                 | a                | Modalità    |
| -------- | -------------------- | ---------------- | ----------- |
| P        | Stéphanie Öhrström   | Lazio            | [ 17 ]      |
| D        | Greta Adami          |                  | svincolata  |
| D        | Janni Arnth Jensen   |                  | svincolata  |
| D        | Janelle Cordia       | Fortuna Hjørring | [ 19 ]      |
| D        | Martina Fusini       | Pomigliano       | in prestito |
| D        | Louise Quinn         |                  | svincolata  |
| D        | Chiara Ripamonti     | Cittadella       | in prestito |
| C        | Tessel Middag        |                  | svincolata  |
| C        | Marta Morreale       | Empoli           | in prestito |
| C        | Frederikke Thøgersen | Rosengård        | [ 23 ]      |
| A        | Lana Clelland        | Sassuolo         | [ 24 ]      |
| A        | Isotta Nocchi        | Empoli           | in prestito |

### Sessione invernale
| Acquisti | Acquisti             | Acquisti   | Acquisti    |
| R.       | Nome                 | da         | Modalità    |
| -------- | -------------------- | ---------- | ----------- |
| P        | Federica Russo       | Pomigliano | definitivo  |
| D        | Ronja Aronsson       | Linköping  | definitivo  |
| D        | Malin Skulstad Sunde | Brøndby    | definitivo  |
| C        | Verónica Boquete     | Milan      | definitivo  |
| A        | Valentina Giacinti   | Milan      | in prestito |

| Cessioni | Cessioni             | Cessioni  | Cessioni    |
| R.       | Nome                 | a         | Modalità    |
| -------- | -------------------- | --------- | ----------- |
| P        | Camilla Forcinella   | Juventus  | in prestito |
| D        | Malin Skulstad Sunde | Vålerenga | definitivo  |
| A        | Melania Martinovic   | Sampdoria | definitivo  |
| A        | Martina Piemonte     | Milan     | definitivo  |

## Risultati

### Coppa Italia

#### Gironi eliminatori
| Arbitro: | Bortolussi (Nichelino) |

|  |           |                           |
|  | Marcatori | 76’ Piemonte 90’ Sabatino |

| Arbitro: | Castellone (Napoli) |

|  |           |                     |
|  | Marcatori | 80’ (rig.) Sabatino |

#### Quarti di finale
| Sesto Fiorentino 29 gennaio 2022, ore 12:30 CET Andata | Empoli             | 0 – 0 referto | Fiorentina | Stadio Pietro Torrini\| Arbitro: \| De Angeli (Milano) \| |
| Arbitro:                                               | De Angeli (Milano) |               |            |                                                           |

| Arbitro: | Bitonti (Bologna) |

|                          |           |                       |
| Sabatino 33’ (rig.), 73’ | Marcatori | 14’ Nocchi 23’ Dompig |

## Statistiche

### Statistiche di squadra
| Competizione | Punti | In casa | In casa | In casa | In casa | In casa | In casa | In trasferta | In trasferta | In trasferta | In trasferta | In trasferta | In trasferta | Totale | Totale | Totale | Totale | Totale | Totale | DR |
| Competizione | Punti | G       | V       | N       | P       | Gf      | Gs      | G            | V            | N            | P            | Gf           | Gs           | G      | V      | N      | P      | Gf     | Gs     | DR |
| ------------ | ----- | ------- | ------- | ------- | ------- | ------- | ------- | ------------ | ------------ | ------------ | ------------ | ------------ | ------------ | ------ | ------ | ------ | ------ | ------ | ------ | -- |
| Serie A      | 24    | 11      | 4       | 1       | 6       | 26      | 23      | 11           | 3            | 2            | 6            | 14           | 15           | 22     | 7      | 3      | 12     | 40     | 38     | +2 |
| Coppa Italia | -     | 1       | 0       | 1       | 0       | 2       | 2       | 3            | 2            | 1            | 0            | 3            | 0            | 4      | 2      | 2      | 0      | 5      | 2      | +3 |
| Totale       | -     | 12      | 4       | 2       | 6       | 28      | 25      | 14           | 5            | 3            | 6            | 17           | 15           | 26     | 9      | 5      | 12     | 45     | 40     | +5 |

### Andamento in campionato
| Giornata  | 1 | 2 | 3  | 4 | 5 | 6 | 7 | 8 | 9 | 10 | 11 | 12 | 13 | 14 | 15 | 16 | 17 | 18 | 19 | 20 | 21 | 22 |
| --------- | - | - | -- | - | - | - | - | - | - | -- | -- | -- | -- | -- | -- | -- | -- | -- | -- | -- | -- | -- |
| Luogo     | T | C | T  | T | C | T | C | C | T | C  | T  | C  | T  | C  | C  | T  | C  | T  | T  | C  | T  | C  |
| Risultato | P | P | P  | V | V | V | P | P | P | V  | N  | P  | N  | P  | N  | P  | V  | P  | P  | P  | V  | V  |
| Posizione | 7 | 9 | 10 | 7 | 6 | 5 | 8 | 8 | 8 | 7  | 7  | 7  | 8  | 8  | 8  | 10 | 9  | 9  | 9  | 9  | 8  | 7  |

Legenda:

Luogo: C = Casa; T = Trasferta. Risultato: V = Vittoria; N = Pareggio; P = Sconfitta.

### Statistiche delle giocatrici
| Giocatore         | Serie A  | Serie A | Serie A     | Serie A    | Coppa Italia | Coppa Italia | Coppa Italia | Coppa Italia | Totale   | Totale | Totale      | Totale     |
| Giocatore         | Presenze | Reti    | Ammonizioni | Espulsioni | Presenze     | Reti         | Ammonizioni  | Espulsioni   | Presenze | Reti   | Ammonizioni | Espulsioni |
| ----------------- | -------- | ------- | ----------- | ---------- | ------------ | ------------ | ------------ | ------------ | -------- | ------ | ----------- | ---------- |
| R. Aronsson       | 6        | 0       | 0           | 0          | 2            | 0            | 0            | 0            | 8        | 0      | 0           | 0          |
| S. Baldi          | 16       | 1       | 2           | 0          | 3            | 0            | 0            | 0            | 19       | 1      | 2           | 0          |
| V. Boquete        | 10       | 3       | 0           | 0          | 1            | 0            | 0            | 0            | 11       | 3      | 0           | 0          |
| S. Breitner       | 20       | 0       | 0           | 1          | 4            | 0            | 0            | 0            | 24       | 0      | 0           | 1          |
| F. Cafferata      | 21       | 0       | 5           | 1          | 3            | 0            | 1            | 0            | 24       | 0      | 6           | 1          |
| M. Catena         | 17       | 3       | 0           | 0          | 4            | 0            | 0            | 0            | 21       | 3      | 0           | 0          |
| S. Ceci           | 3        | 0       | 1           | 0          | 1            | 0            | 0            | 0            | 4        | 0      | 1           | 0          |
| C. Forcinella     | 0        | 0       | 0           | 0          | 0            | 0            | 0            | 0            | 0        | 0      | 0           | 0          |
| G. Fortunati      | 0        | 0       | 0           | 0          | 0            | 0            | 0            | 0            | 0        | 0      | 0           | 0          |
| V. Giacinti       | 7        | 3       | 1           | 0          | 2            | 0            | 0            | 0            | 9        | 3      | 1           | 0          |
| S. Huchet         | 20       | 1       | 1           | 0          | 3            | 0            | 0            | 0            | 23       | 1      | 1           | 0          |
| D. Kravec'        | 18       | 0       | 2           | 0          | 4            | 0            | 0            | 0            | 22       | 0      | 2           | 0          |
| K. Lundin         | 19       | 8       | 1           | 0          | 3            | 0            | 0            | 0            | 22       | 8      | 1           | 0          |
| M. Martinovic     | 5        | 0       | 0           | 0          | 2            | 0            | 0            | 0            | 7        | 0      | 0           | 0          |
| M. Mascarello     | 16       | 1       | 1           | 0          | 3            | 0            | 1            | 0            | 19       | 1      | 2           | 0          |
| M.P. Mazzoni      | -        | -       | -           | -          | -            | -            | -            | -            | -        | -      | -           | -          |
| M. Monnecchi      | 19       | 1       | 1           | 0          | 4            | 0            | 0            | 0            | 23       | 1      | 1           | 0          |
| C. Neto           | 19       | 0       | 1           | 0          | 2            | 0            | 0            | 0            | 21       | 0      | 1           | 0          |
| M. Piemonte       | 4        | 0       | 0           | 0          | 1            | 1            | 0            | 0            | 5        | 1      | 0           | 0          |
| I. Pirriatore     | 0        | 0       | 0           | 0          | 0            | 0            | 0            | 0            | 0        | 0      | 0           | 0          |
| F. Russo          | 1        | 0       | 0           | 0          | 0            | 0            | 0            | 0            | 1        | 0      | 0           | 0          |
| D. Sabatino       | 22       | 15      | 2           | 0          | 4            | 4            | 0            | 0            | 26       | 19     | 2           | 0          |
| K. Schroffenegger | 15       | -19     | 0           | 0          | 1            | -2           | 0            | 0            | 16       | -21    | 0           | 0          |
| M. Skulstad Sunde | 0        | 0       | 0           | 0          | 0            | 0            | 0            | 0            | 0        | 0      | 0           | 0          |
| S. Tasselli       | 7        | -19     | 0           | 0          | 3            | 0            | 0            | 0            | 10       | -19    | 0           | 0          |
| A. Tortelli       | 21       | 0       | 0           | 0          | 3            | 0            | 1            | 0            | 24       | 0      | 1           | 0          |
| V. Vigilucci      | 21       | 1       | 0           | 0          | 4            | 0            | 0            | 0            | 25       | 1      | 0           | 0          |
| F. Vitale         | 7        | 0       | 1           | 0          | 2            | 0            | 0            | 0            | 9        | 0      | 1           | 0          |
| M. Zanoli         | 5        | 0       | 1           | 0          | -            | -            | -            | -            | 5        | 0      | 1           | 0          |
| D. Zazzera        | 4        | 0       | 0           | 0          | 2            | 0            | 0            | 0            | 6        | 0      | 0           | 0          |